# Carter (Montana)
Carter é uma região censitária localizada no estado americano de Montana, no Condado de Chouteau.

## Demografia
Segundo o censo americano de 2010, a sua população era de 58 habitante.

## Geografia
De acordo com o United States Census Bureau tem uma área de
7,5 km², dos quais 7,5 km² cobertos por terra e 0,0 km² cobertos por água. Carter localiza-se a aproximadamente 952 m acima do nível do mar.

## Localidades na vizinhança
O diagrama seguinte representa as localidades num raio de 40 km ao redor de Carter.